# Trojan Records
Trojan Records je britanska glasbena založba, specializirana za ska, rocksteady, reggae in dub glasbo. Trenutno posluje kot podružnica založniške skupine Sanctuary Records, ki je del medijskega konglomerata Bertelsmann oz. njegove divizije BMG.
Znana je predvsem kot založba, ki je zaslužna, da je reggae prodrl z Jamajke v svet in postal del mainstream glasbe. Ime Trojan izvira iz istoimenske avtomobilske znamke, ki jo je za vzdevek izbral znameniti jamajški glasbenik in producent Duke Reid, na tovornjaku te znamke je namreč postavil svoj Sound System.

## Zgodovina
Predhodnik Trojan Records je bila podružnica založbe Island Records Chrisa Blackwella, ki jo je ta ustanovil leta 1967 za distribucijo Reidovih posnetkov. Prvotni Trojan je še isto leto propadel, nakar je Blackwell združil moči z jamajškim poslovnežem Leejem Gopthalom in obudil blagovno znamko kot založbo pod enakovrednim lastništvom Island Records in Gopthalovega podjetja B&C Records. To je bilo obdobje medetničnih napetosti v Angliji, ki jih je spodbudilo množično priseljevanje iz drugih delov Skupnosti narodov (ostanka Britanskega imperija). Jamajške glasbe na BBC-ju, ki je imel takrat praktično monopol nad radijem v državi, niso radi vrteli, zato je bil za promocijo odgovoren predvsem Gopthal kot lastnik verige glasbenih trgovin Musicland. K začetnemu uspehu so pripomogli jamajški priseljenci v Združenem kraljestvu, pa tudi zgodnji skinheadi – mladi belci iz delavskega razreda, ki so posvojili ta glasbeni slog in njegov uporniški duh.
Med pomembnejšimi zgodnjimi ustvarjalci pod okriljem založbe je bil producent Dandy Livingstone, ki je ustvaril prvo uspešnico, ki se je uvrstila na britansko glasbeno lestvico – reggae priredbo skladbe Neila Diamonda »Red Red Wine« v izvedbi pevca Tonyja Tribea. Med večjimi zgodnjimi uspehi je še »Young, Gifted and Black«, ki jo je po izvirniku Nine Simone leta 1970 priredil duo Bob Andy in Marcia Griffiths in je dosegla peto mesto britanske lestvice, prva številka 1 na lestvici pa je bila instrumentalna skladba »Double Barrel« Davea in Ansella Collinsa. Založba se je osredotočala zlasti na izdajo sedeminčnih singlov uspešnih jamajških producentov, že zgodaj pa je postala znana tudi po nekaj serijah kompilacijskih albumov, na katerih je predstavljala izbore del raznih izvajalcev. Zaradi količine materiala so bile ustanovljene številne podružnice za posamezne producente. S skladbami glasbenikov in skupin, kot so Jimmy Cliff, The Upsetters, Lee »Scratch« Perry idr., je založba v obdobju do leta 1975 dosegala največje uspehe in praktično ves čas imela vsaj kakšno izdajo na uradni britanski lestvici 40 najbolje prodajanih singlov. Klicali so jo tudi Motown reggaeja. Trojan Records je še zdaj širše znana kot založba, odgovorna za prvo mednarodno izdajo Boba Marleyja in skupine The Wailers, albuma Soul Rebels (1970), ki pa je pri britanskem občinstvu sprva doživel medel sprejem.
Leta 1972 se je Chris Blackwell umaknil iz Trojan Records, da bi se posvetil promociji Boba Marleyja pod okriljem Island Records in z njim proti koncu 1970. let dosegel izjemen uspeh. Trojan Records je medtem zašel v finančne težave zaradi drage produkcije; mnogo posnetkov z Jamajke so namreč remasterizirali in nanje dosneli strunske sekcije, da bi jih napravili privlačnejše britanskemu občinstvu. Gopthal je leta 1975 prodal Trojan založbi Saga Records, nakar je lastništvo prehajalo med različnimi korporacijami. Trenutno blagovna znamka in katalog intelektualne lastnine pripadata družbi Sanctuary Records, ki jo je leta 2013 prevzela medijska korporacija BMG.
Ob 50. obletnici ustanovitve leta 2018 je založba izdala kompilacijski set petih albumov z izborom glasbe iz njenega kataloga, knjižico o zgodovini in dokumentarni film Rudeboy: The Story of Trojan Records.